# گرث توماس (بازیگر)
گرث توماس (انگلیسی: Gareth Thomas; ۱۲ فوریهٔ ۱۹۴۵ – ۱۳ آوریل ۲۰۱۶) هنرپیشه اهل انگلستان بود.
از فیلم‌ها یا برنامه‌های تلویزیونی که وی در آن نقش داشته‌است می‌توان به گنجشک و نیروی عظیم اشاره کرد.